# 蒙特勒伊贝莱
蒙特勒伊贝莱（法語：Montreuil-Bellay，法語發音：[mɔ̃tʁœj bɛlɛ] ⓘ），法国西部城市，卢瓦尔河地区大区曼恩-卢瓦尔省的一个市镇，隶属于索米尔区，其市镇面积为48.96平方公里，2022年1月1日时人口数量为3,716人，在法国城市中排名第2,980位。
蒙特勒伊贝莱位于曼恩-卢瓦尔省东南部，图埃河畔，因其境内的同名城堡而闻名，是一个区域性的中心城市，沙特尔－波尔多铁路和多个方向的公路在此交汇。

## 地名来源
“Montreuil”一名最初于公元9世纪时以拉丁语“Monasteriolum”的形式被记载，其含义为“小修道院”；“Bellay”一名的来源则尚有待考证。

## 历史

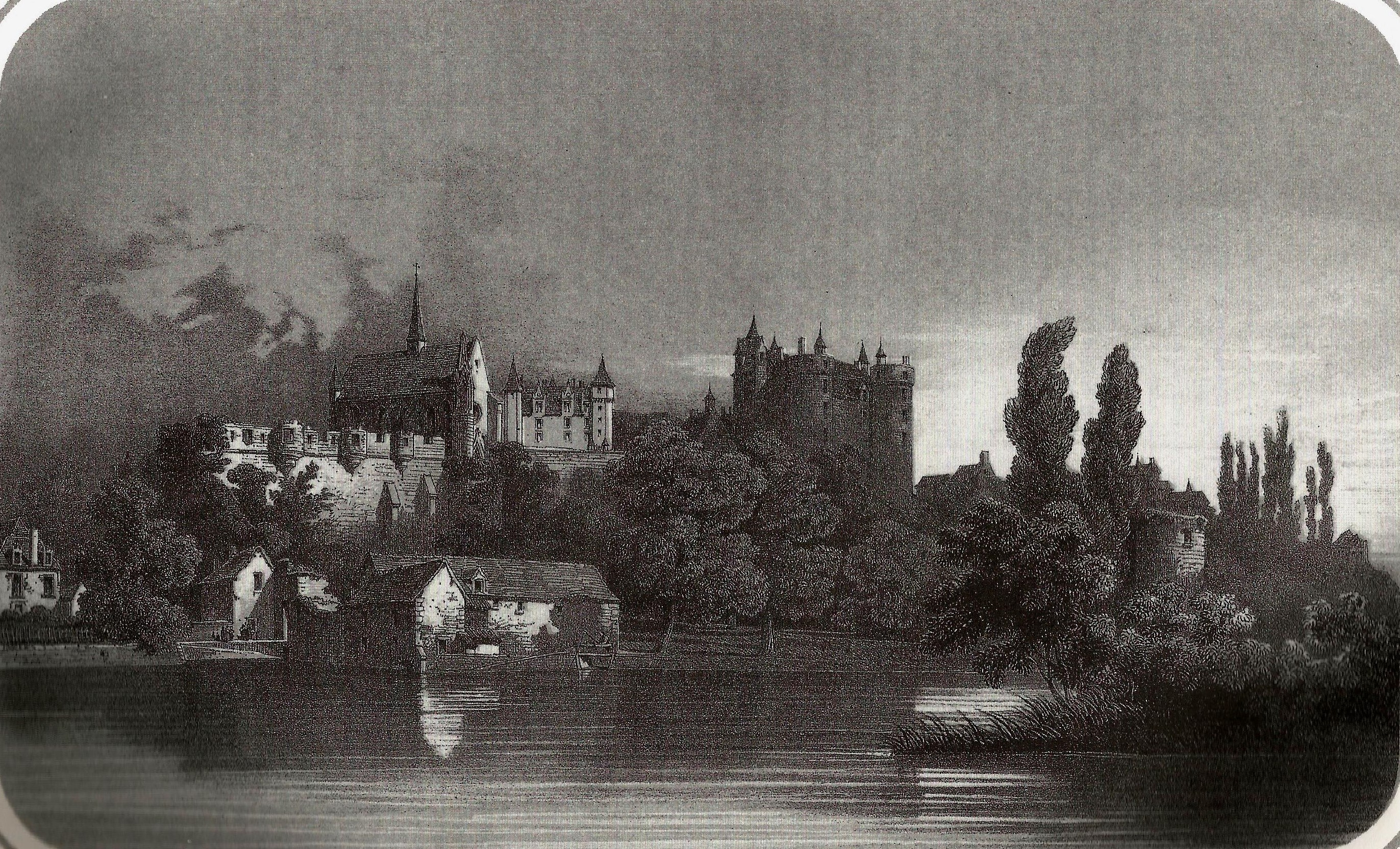
蒙特勒伊贝莱战役（绘画）

蒙特勒伊贝莱的早期历史尚不清楚，罗马人入侵后当地曾形成聚落，后成为一处奥皮杜姆。中世纪时，蒙特勒伊贝莱长期为安茹的一部分。公元1025年，安茹伯爵富尔克三世购下了蒙特勒伊贝莱城池并将其扩建成为大型城堡及花园，蒙特勒伊贝莱由此成为“安茹战略城市”。法国大革命后，蒙特勒伊贝莱成为曼恩-卢瓦尔省的一个市镇。旺代战争期间，旺代军队曾于1793年6月8日与共和国军队在此发生蒙特勒伊贝莱战役并获得成功。工业革命期间，途径蒙特勒伊贝莱的沙特尔－波尔多铁路建成通车。1911年11月23日，蒙特勒伊贝莱发生铁路事故，一辆旅客列车在途径图埃河大桥时发生桥梁垮塌，致使列车坠河，造成14人遇难。第二次世界大战期间，纳粹德军曾占领蒙特勒伊贝莱，并在此兴建蒙特勒伊贝莱集中营。
在行政区划方面，勒奈（Lenay）、圣伊莱尔勒杜瓦延（Saint-Hilaire-le-Doyen）和梅龙（Méron）三个市镇分别于1794年、1841年和1968年整体并入蒙特勒伊贝莱。

## 地理

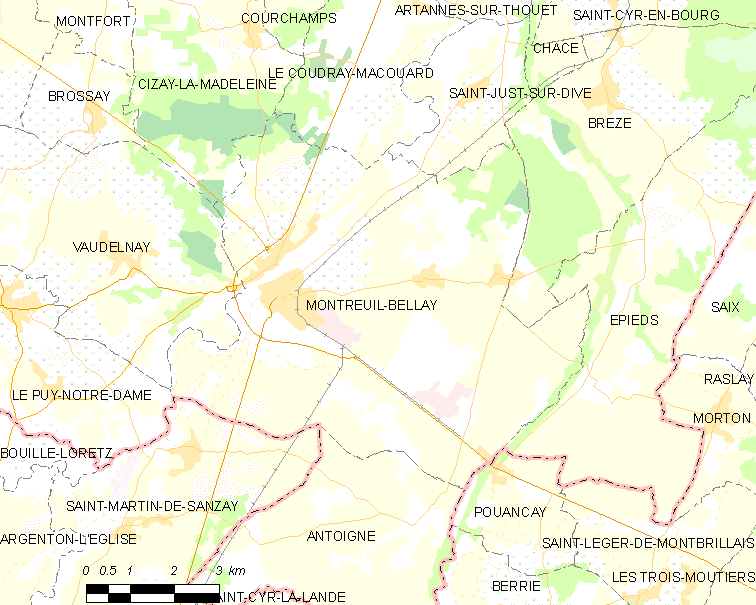
蒙特勒伊贝莱市镇范围地图

蒙特勒伊贝莱位于法国西部，卢瓦尔河地区大区东南部和曼恩-卢瓦尔省东南部，距离省会昂热大约57公里。与蒙特勒伊贝莱接壤的市镇包括：勒库德赖马库阿尔、昂图瓦涅、锡宰拉马德莱娜、埃皮耶、勒皮诺特尔达姆、迪沃河畔圣瑞斯特、沃代尔奈、圣马丹德桑宰、普昂赛、贝勒维涅堡。

### 地形
蒙特勒伊贝莱位于安茹东南部腹地，境内以平原和浅丘为主，市镇中心地势较为平坦，全境海拔在29到73米之间。

### 水文
蒙特勒伊贝莱位于卢瓦尔河流域范围内，其左岸一级支流图埃河自南向北流经镇中心。

### 植被
蒙特勒伊贝莱属于温带阔叶混交林区，林地广泛分布于河流及城堡附近。
在鲜花城市的评比中，蒙特勒伊贝莱被评为3星级鲜花城市。

### 气候
蒙特勒伊贝莱在柯本气候分类法中属于温带海洋性气候。

## 行政区划
蒙特勒伊贝莱的市镇编号为49215，邮政编号为49260。
在行政管理方面，蒙特勒伊贝莱隶属于法国卢瓦尔河地区大区曼恩-卢瓦尔省索米尔区；在地方选举方面，蒙特勒伊贝莱隶属于安茹地区杜埃县，其市镇范围全境被划入曼恩-卢瓦尔省第四选区；在社会管理方面，蒙特勒伊贝莱是索米尔城市圈公共社区的组成部分。
截至2023年2月，蒙特勒伊贝莱市镇范围内暂无城市敏感街区及城市政策优先街区。
法国国家统计与经济研究所（简称）在进行数据统计时，将蒙特勒伊贝莱单独设为蒙特勒伊贝莱城市核心区（Unité urbaine de Montreuil-Bellay）以及蒙特勒伊贝莱城市区（Aire urbaine de Montreuil-Bellay）。自2020年起，蒙特勒伊贝莱城市区被撤销，蒙特勒伊贝莱被划入包含31个市镇的索米尔城市辐射区内。此外，还将蒙特勒伊贝莱市镇分为了2个“块区”（IRIS），以便于统计人口分布情况。

## 交通

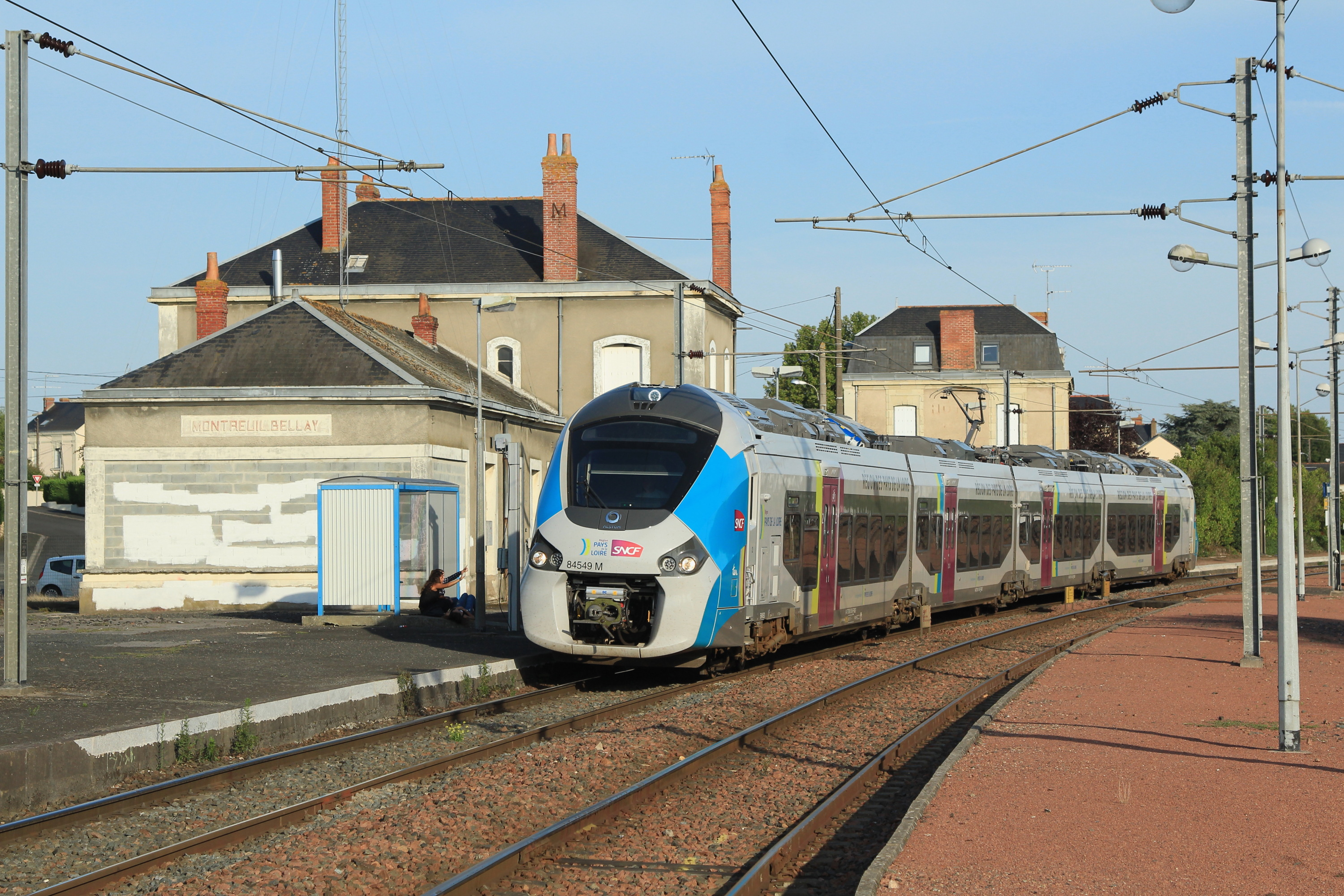
蒙特勒伊贝莱火车站内停靠的区域列车

### 公路
曼恩-卢瓦尔省省道D77线、D88线、D166线、D175线、D347线、D360线、D761线和D938线在蒙特勒伊贝莱境内交汇。卢瓦尔河地区大区下属的城际客运提供巴士线路，可前往周边部分市镇。
2019年，73.6%的蒙特勒伊贝莱家庭拥有至少一辆私人汽车。2019年，蒙特勒伊贝莱境内共发生各类交通事故6起，造成2人遇难，6人受伤，其中2人重伤。
| 3 | 24 |

| 26 | 60 |

| 昂热 | 57 |

| 绍莱 | 65 |

| 索米尔 | 17 |

| 图阿尔 | 20 |

| 普瓦捷 | 82 |

| 卢丹 | 24 |

### 铁路
蒙特勒伊贝莱位于沙特尔－波尔多铁路上。蒙特勒伊贝莱站位于市区东南部，停靠往返于索米尔和永河畔拉罗什一线的区域列车。

### 航空
距离蒙特勒伊贝莱最近的民用航空站为图尔机场，距离蒙特勒伊贝莱市中心的公路里程约94公里。

### 城市公共交通
截至2023年2月，蒙特勒伊贝莱暂无城市公共交通系统。

## 政治
蒙特勒伊贝莱的现任市长为马克·博南先生（Marc BONNIN），他是一名无党派人士，在2020年的市政选举中获得了69.56%的支持率。
在2022年的法国总统大选中，法国第25任总统埃马纽埃尔·马克龙在蒙特勒伊贝莱获得了50.62%的支持率。

## 人口
2019年，蒙特勒伊贝莱市镇人口数量为3,726，在法国排名第2,980位。其中男性1,798人，女性1,928人，75岁及以上人口占11.3%，外籍人口数量为72人，人口密度为76人/平方公里，当地居民被称为（男性）或（女性）。2020年，蒙特勒伊贝莱境内出生27人，死亡人口47人。
| 蒙特勒伊贝莱1901年－2020年人口变化情况 |
|                                        |
| 数据来源：Cassini、INSEE               |

## 经济
蒙特勒伊贝莱是一个区域性的中心城市。截止2023年2月，蒙特勒伊贝莱市镇范围内共有各类用人单位（包含自雇）576家，平均历史为19年，其中97.72%为中小型企业（PME），2022年12月至2023年2月间，当地的经济活力指数为1.04%。（畜牧养殖）、（纸制品包装）及（零售）是当地2021年营业额最高的三个企业，分别为232,511,688欧元、20,583,108欧元和18,923,264欧元。

## 财政与居民收入
2021年，蒙特勒伊贝莱的财政收入总额为5,312,460欧元，财政支出总额为4,673,490欧元，当年的债务总额为1,662,120欧元。2021年，蒙特勒伊贝莱市镇通过增值税获得0欧元的收入，此外当地还共获得了205,170欧元的国家直接财政补助。
2020年，蒙特勒伊贝莱的人均月收入总额为1,904欧元，其中高级职员为3,644欧元，低于法国平均水平（4,230欧元）；中级职员为2,266欧元，低于法国平均水平（2,411欧元）；普通职员为1,690欧元，亦低于法国平均水平（1,740欧元）。
2019年，蒙特勒伊贝莱境内的贫困率为14%，青壮年（15至64岁）失业率为16.5%；当地40.3%的家庭拥有纳税资格，平均纳税1,486欧元，低于法国平均水平（3,910欧元）。

## 社会事务

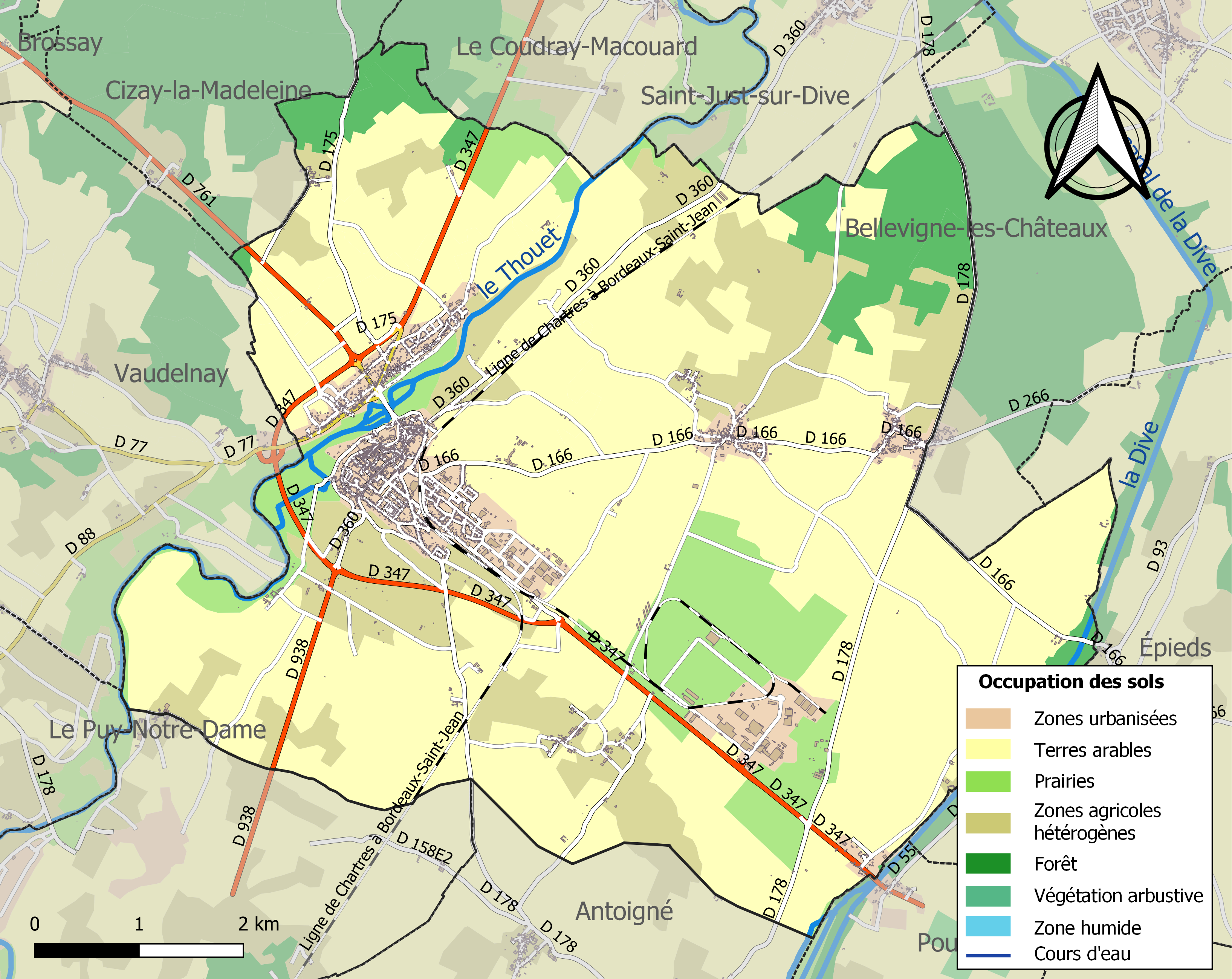
蒙特勒伊贝莱土地利用情况地图

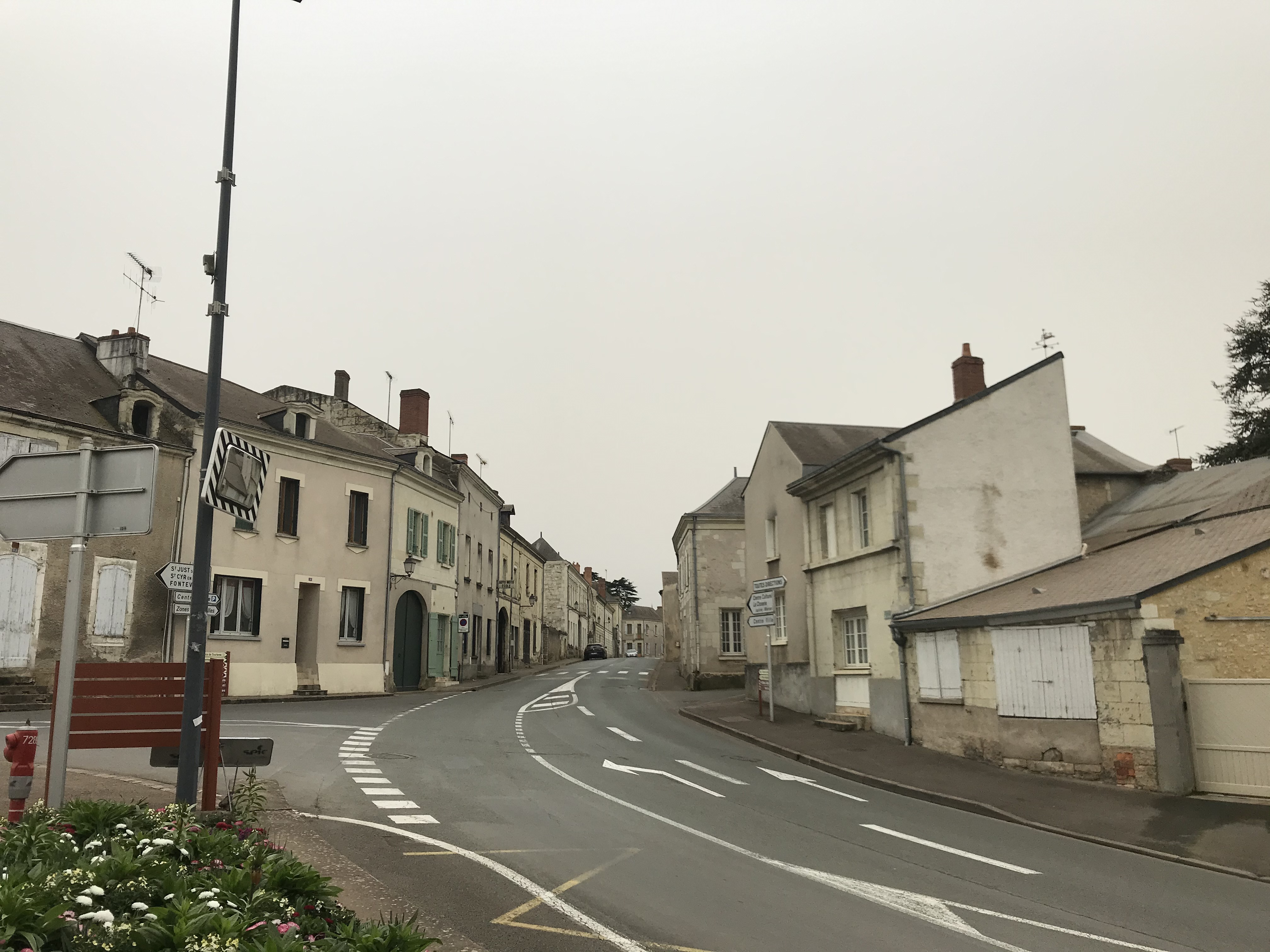
蒙特勒伊贝莱镇中心的国民街

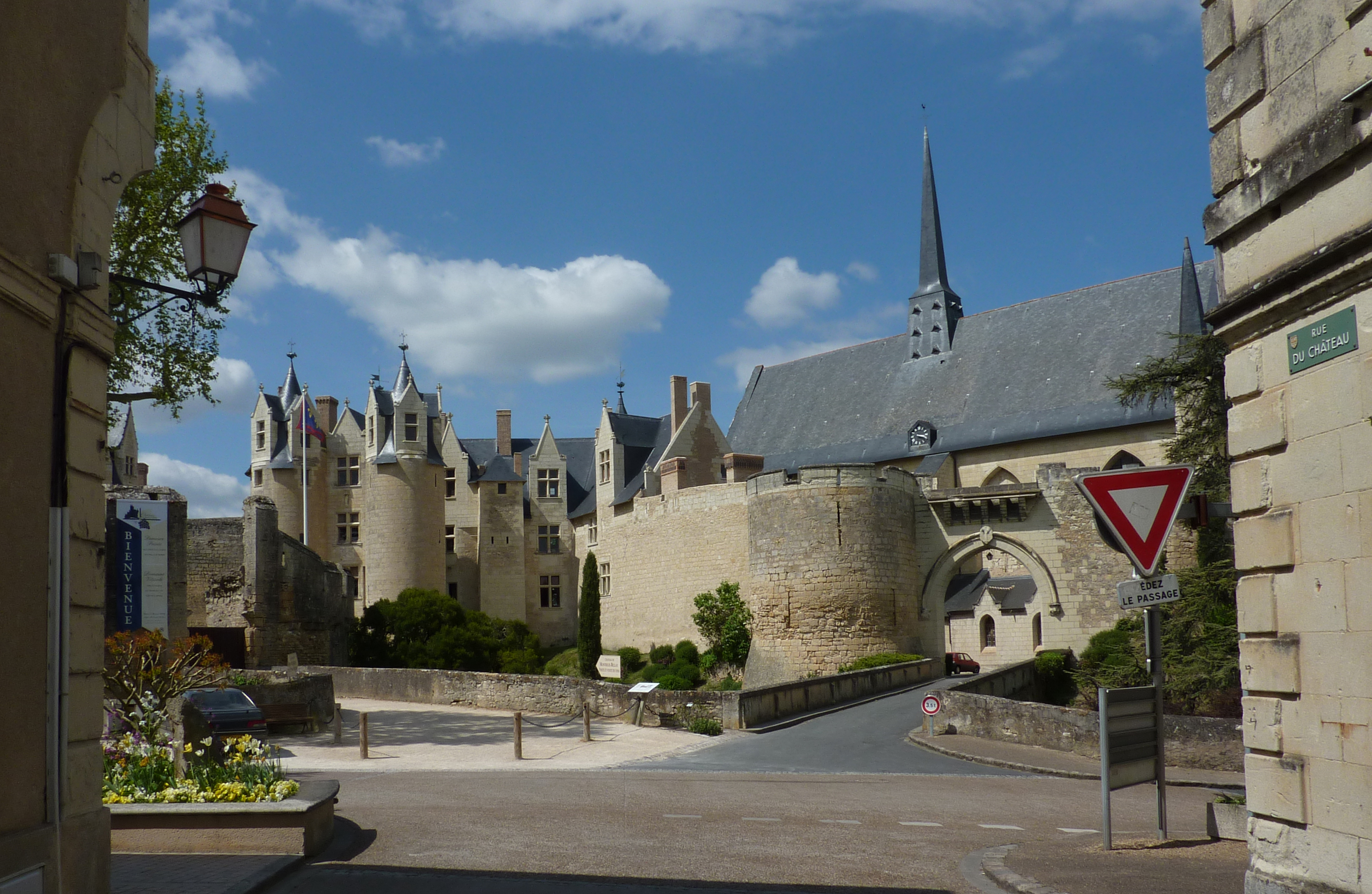
城堡街尽头处的蒙特勒伊贝莱城堡

### 教育
蒙特勒伊贝莱属于南特学区。截止2021年1月1日，蒙特勒伊贝莱境内共有5所小学、1所初级中学和2所农业高中。2021至2022学年度，蒙特勒伊贝莱境内共有在校中等教育阶段学生426名。

### 医疗
截止2021年1月1日，蒙特勒伊贝莱境内共有全科医生5名、保健师1名、牙医1名、护士5名和助产士2名。境内共有药房2家。
距离蒙特勒伊贝莱最近的区域性医疗机构为安茹地区杜埃中心医院（Centre Hospitalier de Doué-en-Anjou），其主病区位于安茹地区杜埃，距离蒙特勒伊贝莱市区的正常车程约15分钟，该院设有床位239个，是当地规模最大的公立综合性医院。

### 住房
2019年，蒙特勒伊贝莱境内共有各类住房2,003套，其中80.9%为独立式居民区，18.7%为集中式居民区。常住房屋占蒙特勒伊贝莱市镇范围内居民建筑总量的84.6%。
在住房保障政策方面，2021年，蒙特勒伊贝莱境内共有339户家庭获得了住房经济补助，受益人数占总人口数量的9.1%，其中326份为房租补助。

### 商业
2021年，蒙特勒伊贝莱境内共有各类实体商铺66家，其中餐厅9家、大型超市1家、杂货店1家、面包房3家、肉铺2家、书店2家、银行门店3家、美容美发店8家、汽车维修店5家。蒙特勒伊贝莱镇中心建有一家Super U综合购物商场。

### 体育
2021年，蒙特勒伊贝莱境内共有2家游泳池、2间体育馆、2座综合体育场、3处网球场、3处足球或橄榄球场以及1处篮球或排球场。
截至2023年2月，蒙特勒伊贝莱足球联盟（UAM Football Montreuil-Bellay，编号501988）是蒙特勒伊贝莱境内唯一的一家注册足球俱乐部，其主队2022至2023赛季参加曼恩-卢瓦尔省足球联赛丁组（法国第十二级别），其主场为加斯东·阿米球场（Stade Gaston Amy）。

### 环境
蒙特勒伊贝莱的环境事务由其所属的索米尔城市圈公共社区联合各级政府协调负责。2021年，蒙特勒伊贝莱境内共有1家污染企业。

### 治安
2021年，蒙特勒伊贝莱市镇范围内有1处宪兵队。
蒙特勒伊贝莱及其附近的共58个市镇是索米尔国家宪兵队（zone gendarmerie de Saumur）的管辖范围。2020年，该宪兵队累计记录各类案件3,017起，其中盗窃类案件1,501起，经济类案件461起，毒品交易类案件137起。

## 文化
2021年，蒙特勒伊贝莱境内暂无任何文化设施。蒙特勒伊贝莱建有市政多媒体中心，每周二至六向公众开放。

### 建筑
蒙特勒伊贝莱境内有多处历史建筑，其中蒙特勒伊贝莱城堡、圣母教堂等为法国国家文物保护单位。

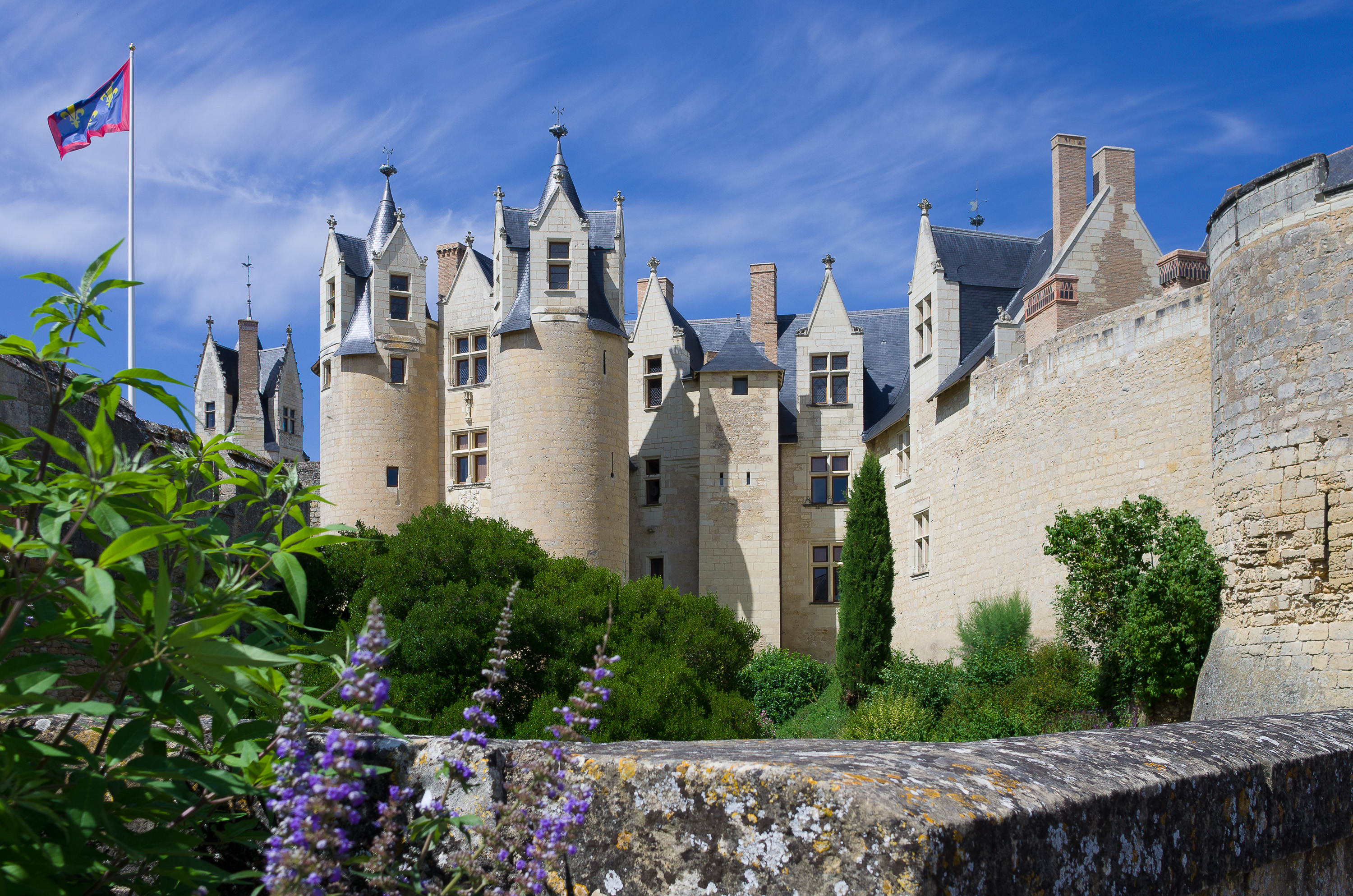
蒙特勒伊贝莱城堡
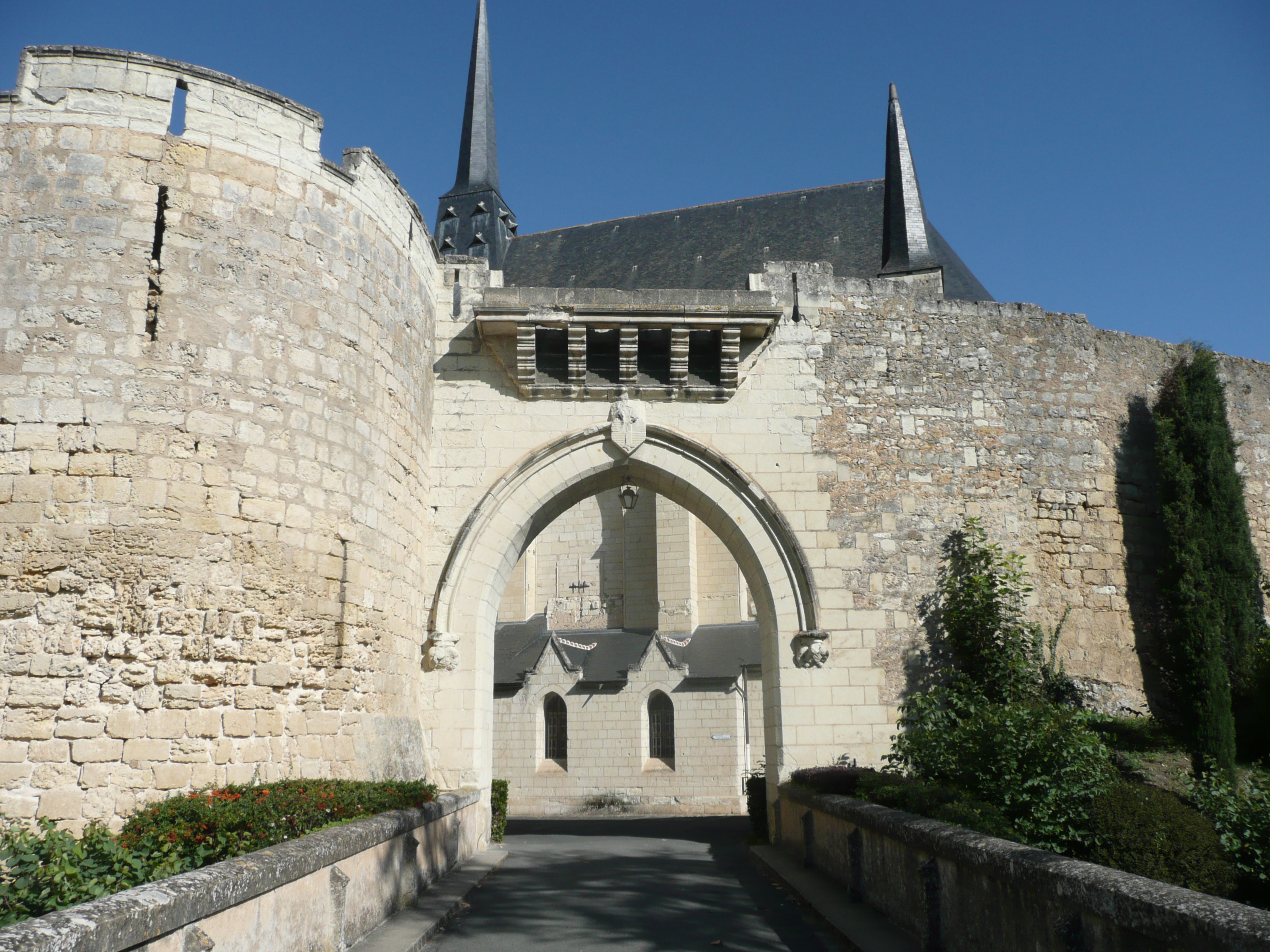
圣母教堂（法语：Église Notre-Dame de Montreuil-Bellay）
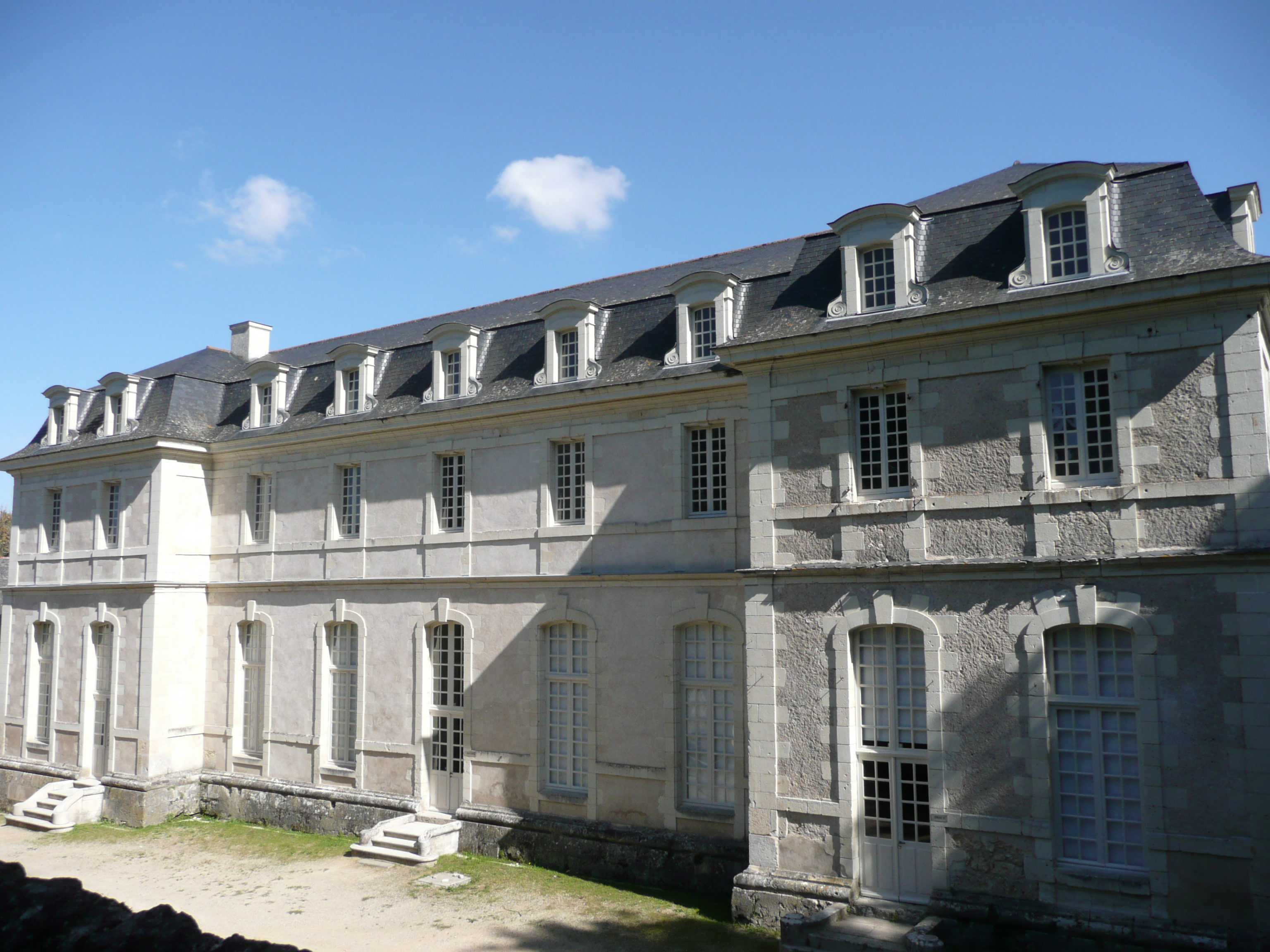
莱诺比祈祷院（法语：Prieuré des Nobis）
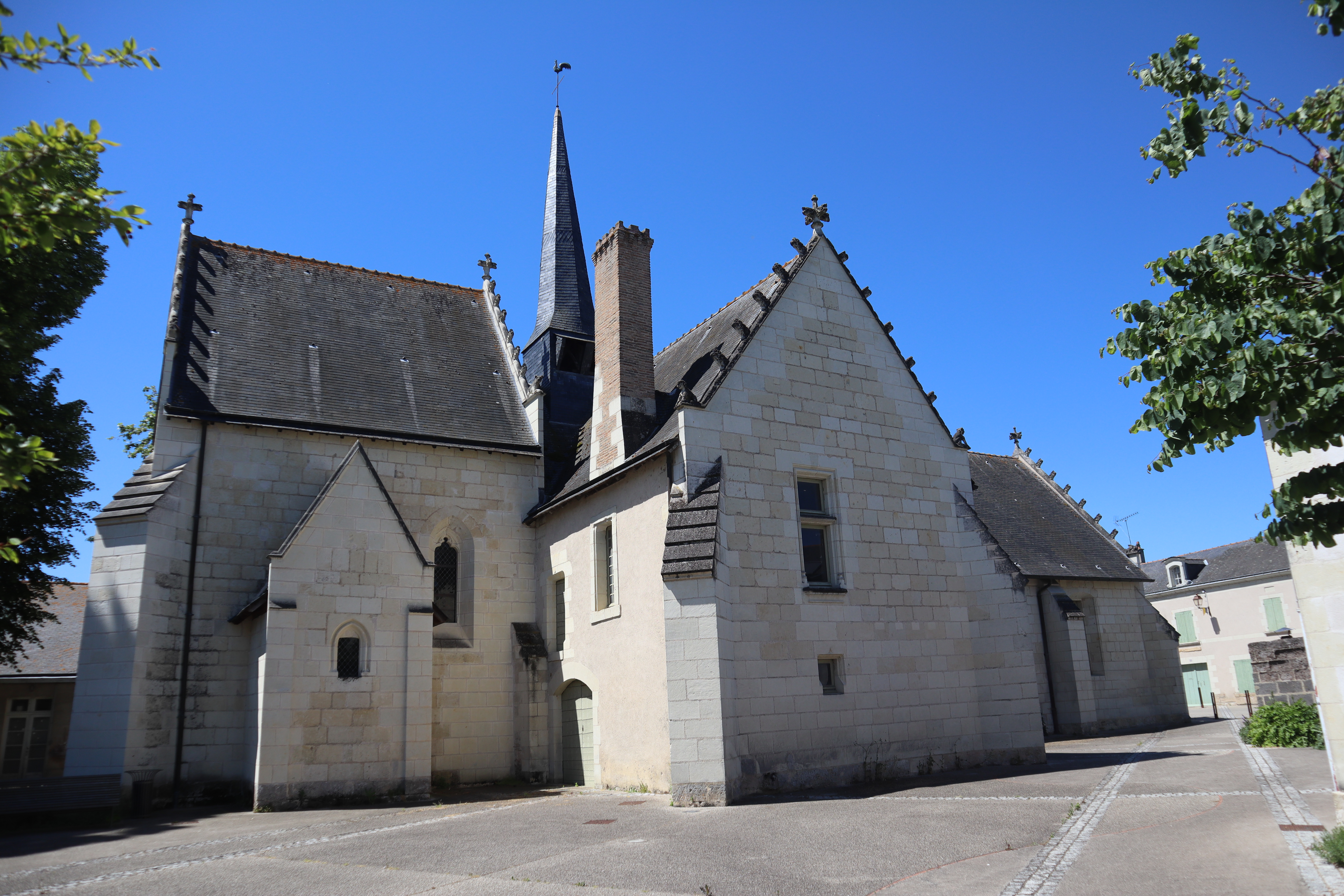
圣让医院（法语：Hôpital Saint-Jean de Montreuil-Bellay）
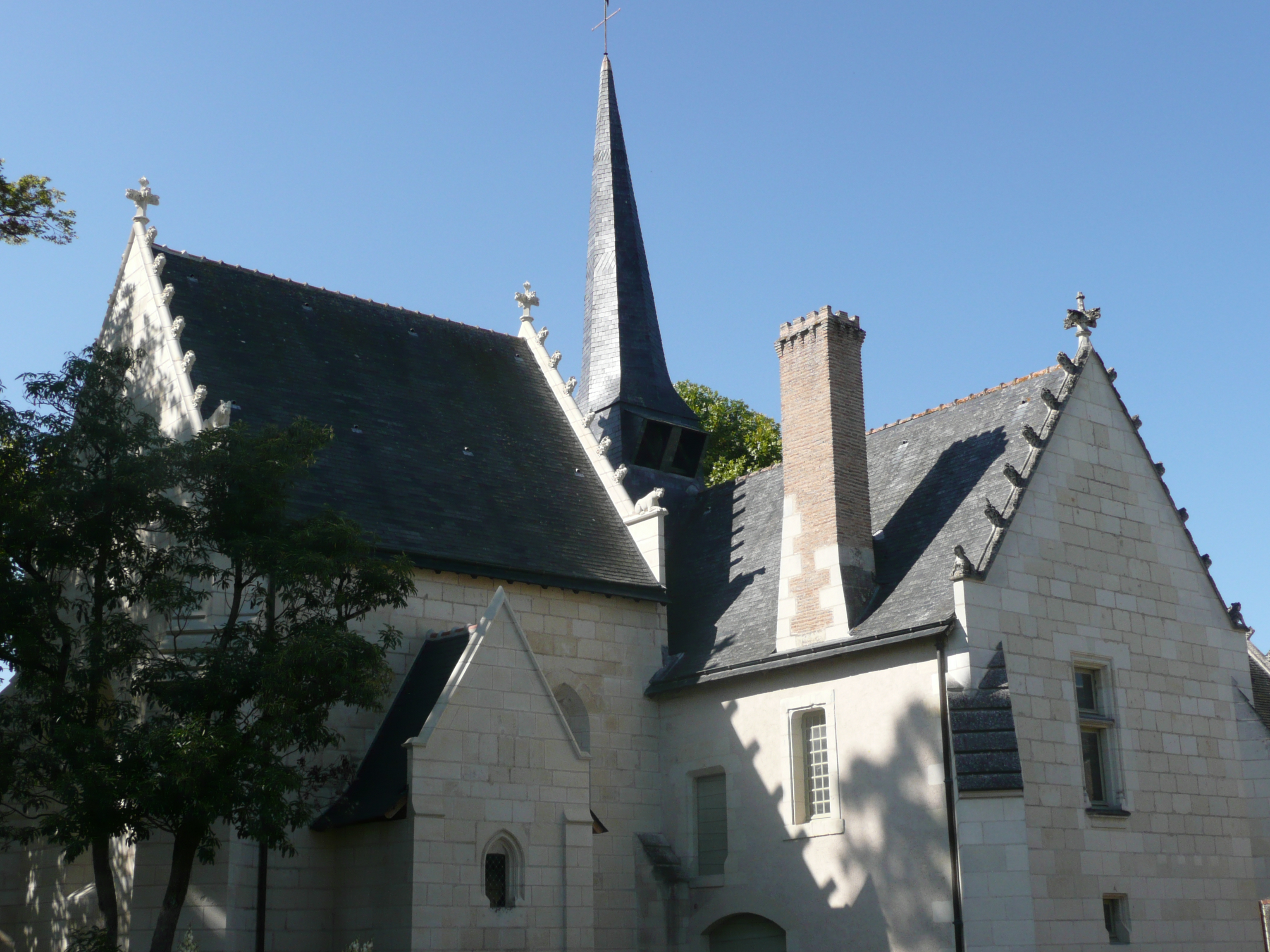
圣让医院小教堂
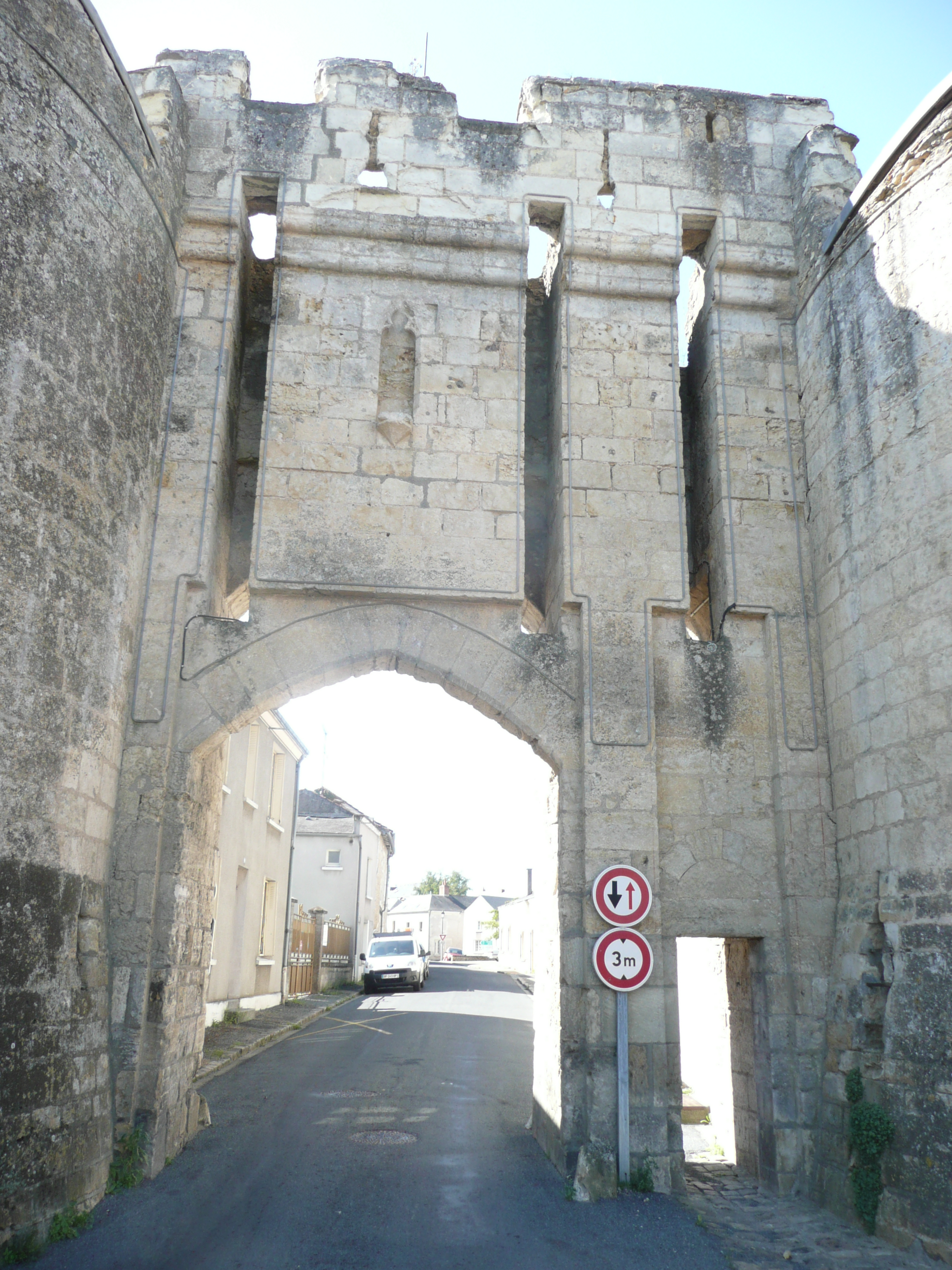
新城门
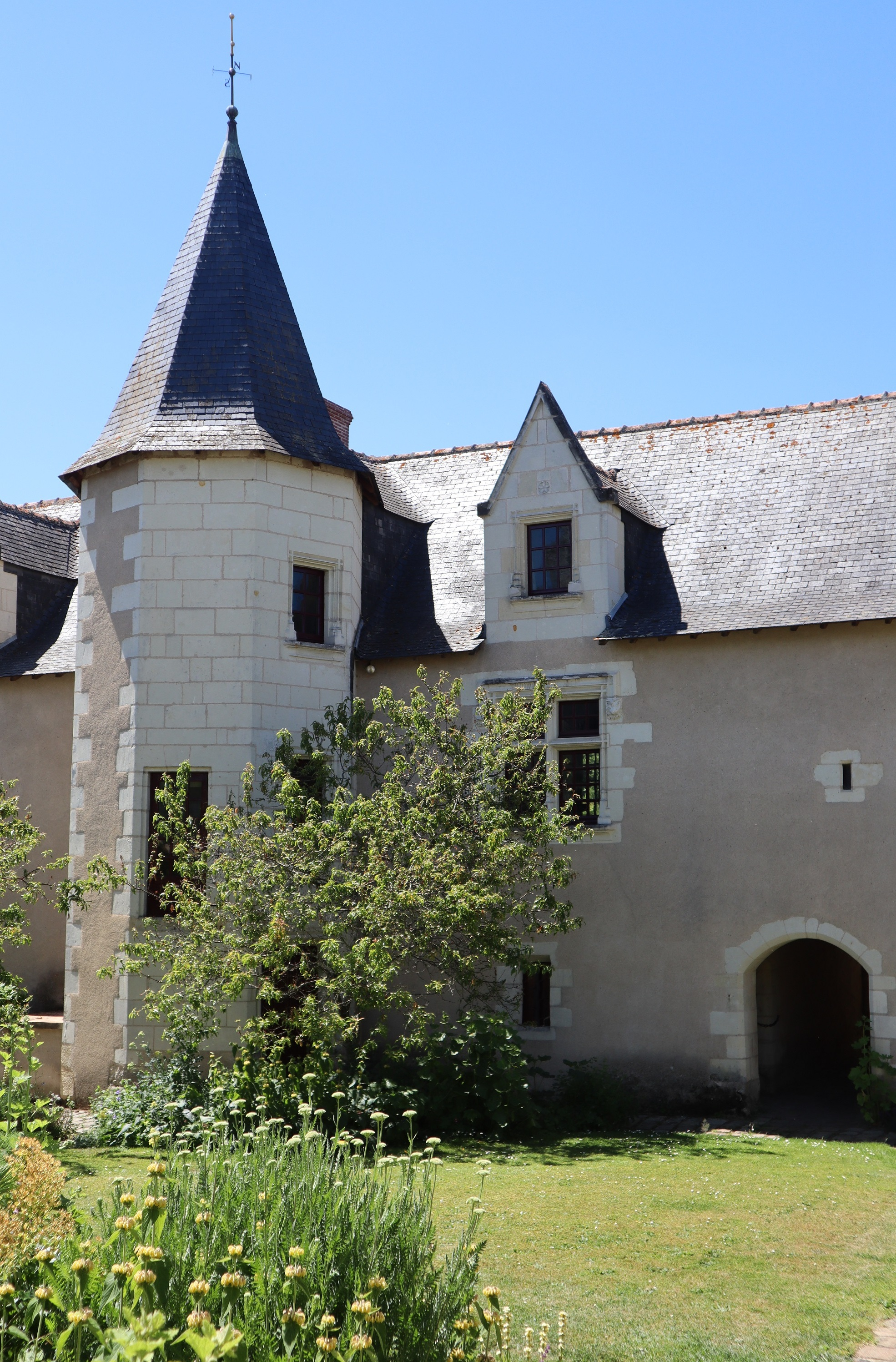
戈德雷宫

### 旅游
蒙特勒伊贝莱的旅游事务由其所属的索米尔城市圈公共社区负责。2022年，蒙特勒伊贝莱境内共有2家酒店共计39间房间；另有2个露营地，可容纳共173辆露营车。

### 媒体
法国主要的媒体均可在蒙特勒伊贝莱接收，法国电视三台下属的卢瓦尔河地区大区频道在部分时段播出蒙特勒伊贝莱所在曼恩-卢瓦尔省的地方新闻。昂热电视台、云雀广播、Vibration广播、《西部邮报》是当地主要的地方性媒体。

## 相关人物
法国作家阿尔方斯·图斯内尔出生于蒙特勒伊贝莱。
法国政治家埃德加尔·皮萨尼曾于1965至1975年间担任蒙特勒伊贝莱市长职务。

## 友好城市
截至2023年2月，蒙特勒伊贝莱暂未建立任何友好城市关系。